# Afra Saraçoğlu
Afra Saraçoğlu (Balıkesir, 1997. december 2. –) török színésznő és modell. Hírnevét főképpen, Seyran szerepében, Az aranyifjú című sorozatnak köszönheti, de ismert még, Ece szerepében, a Fazilet asszony és lányaiból, és mint Tülin Saygı, a Yeşilçamból.

## Pályafutása és magánélete
Az Oszmán Birodalom megbukása útán, a felmenői török bevándorlók voltak Szalonikiből és Krétáról.
Általános és középiskolai tanulmányait Antalyában végezte, majd az Eskişehir Osmangazi Egyetemnek Összehasonlító Irodalomtudományi Tanszékén szerzett diplomát. Tanulmányai alatt, 2016-ban megtette első lépését a színészet felé a Második esély c. filmmel.
2018 és 2022 között párkapcsolatban állt Mert Yazıcıoğlu színésszel. 2023-ban egy rövid ideig járt Mert Ramazan Demirrel.

## Filmográfia
| Filmek               | Filmek                      | Filmek       | Filmek       |
| Year                 | Cím                         | Szerep       | Magyar hang  |
| -------------------- | --------------------------- | ------------ | ------------ |
| 2016                 | Második esély (İkinci Şans) | Çiçek        | ?            |
| 2017                 | Kötü Çocuk                  | Kayla        |              |
| 2018                 | İyi Oyun                    | Ada          |              |
| 2018                 | Aşk Bu Mu?                  | Gülüm        |              |
| Televíziós sorozatok |                             |              |              |
| Év                   | Cím                         | Szerep       | Magyar hang  |
| 2017–2018            | Fazilet asszony és lányai   | Ece Çamkıran | Csifó Dorina |
| 2019                 | Kardeş Çocukları            | Hayat Çetin  |              |
| 2019–2020            | Öğretmen                    | Gizem        |              |
| 2021–2022            | Yeşilçam                    | Tülin Saygı  |              |
| 2022–2025            | Az aranyifjú                | Seyran Şanlı | Csifó Dorina |